# Dècada del 160 aC

## Personatges destacats
- Antíoc IV Epífanes, rei selèucida (174 aC-163 aC)
- Antíoc V Eupator, rei selèucida (163 aC-162 aC)
- Demetri I Sòter, rei selèucida (162 aC-150 aC)
- Ptolemeu VI Filomètor, rei d'Egipte (180 aC-145 aC)
- Perseu de Macedònia, darrer rei de Macedònia (179 aC-168 aC)